# ایتالیا در المپیک تابستانی ۱۹۶۴
ایتالیا در بازی‌های المپیک تابستانی ۱۹۶۴ که در شهر توکیو ژاپن برگزار شد، کاروان ایتالیا با ۱۶۸ ورزشکار در این رقابت‌ها شرکت کرد و موفق به کسب ۲۷ مدال (۱۰ طلا، ۱۰ نقره، ۷ برنز) شد. در جدول رتبه‌بندی توزیع مدال‌ها، ایتالیا در ردهٔ ۵ مسابقات قرار گرفت.